# 宇佐美祐茂
宇佐美 祐茂（うさみ すけもち）は、伊豆国宇佐美荘を拠点とし、平安時代後期から鎌倉時代初期にかけて生きた武士であり、宇佐美氏の祖。宇佐美助茂、宇佐美三郎とも。
藤原南家の流れをくむ工藤氏の6代目であり伊東氏の祖でもある開発領主の工藤祐隆（伊東家次）の本領である、伊東庄・宇佐美庄を受け継いだ工藤祐継の子であり、『曽我物語』（曾我兄弟の仇討ち）で敵役となった工藤祐経の弟でもある。父から宇佐美荘を継承し、宇佐美氏を名乗るようになった。
1180年（治承4年）の源頼朝の挙兵から随行し、奥州攻めや京都入りにも参加した。

## 関連作品
テレビドラマ
- 草燃える（1979年、NHK大河ドラマ） - 演：斎川一夫